# Kandersteg International Scout Centre
Kandersteg International Scout Centre (KISC) är ett internationellt scoutcenter i Kandersteg, Schweiz. Det är World Organization of the Scout Movements (WOSM) världsscoutcenter. Centret, som är 17 hektar stort, är öppet för scouter såväl som icke-scouter hela året.
Över 12 000 unga människor från över 40 olika länder besöker årligen centret, vilket skapar en unik internationell atmosfär.

## Historia
Delen av centrets huvudbyggnad som kallas Old Chalet byggdes 1906 som bostäder till de arbetare som byggde Lötschbergtunneln. När tunneln var färdigbyggd 1913 lämnades huset tomt, och Walther Von Bonstetten, en av ledarna inom de schweiziska scoutrörelsen, fann huset när han semestrade i Kandersteg. Scouternas grundare Robert Baden-Powell hade under den första Världsjamboreen 1920 uttryckt en önskan om en permanent mini-jamboree där scouter från hela världen kunde mötas, och Von Bonstetten tyckte att byggnaden i Kandersteg skulle passa för detta. Huset och en del mark köptes den 12 april 1923 och således grundades det som senare skulle bli Kandersteg International Scout Centre. Baden-Powell själv besökte Kandersteg ett flertal gånger.
1931 hölls historiens första World Scout Moot i Kandersteg, ett arrangemang som lockade 2500 deltagare från 35 olika länder. Även 1953 och 1992 arrangerades Moot i Kandersteg. 

## Byggnader
Scoutcentret består av flera olika byggnader. Den centrala delen kallas the Chalet, och är uppdelad i två delar: Old Chalet och New Chalet. Old Chalet byggdes 1906 och inhyser bland annat ett stort antal gästrum. Många av dessa rum är sponsrade av, och således döpta efter, olika länders scoutorganisationer. Denna tradition startade redan 1927 när scouter från Nederländerna dekorerade ett av rummen. Idag finns rum sponsrade av bland annat de nordiska länderna, Rumänien, Taiwan, Storbritannien, USA, Australien, Italien, Irland och Tyskland. New Chalet byggdes till 1996, och inhyser nu bland annat en matsal som rymmer upp till 120 personer åt gången.
Kanderlodge, som ligger på andra sidan floder Kander, började användas 2009 efter att ha flyttats till centret från Mitholz.
Byggnaden Sunneblick köptes in 2009. 
Centret har även en lägerplats som rymmer upp till 1200 gäster åt gången, på 50 olika mindre lägerplatser. Under vintern går ett längdskidåkningsspår över lägerplatsen. 

## Kandersteg
Kandersteg har ungefär 1 200 invånare och ligger i kantonen Bern, på en höjd av cirka 1 200 meter över havet. I Kandersteg kan man bland annat besöka sjön Oeschinensee, som är en del av Unescos världsarv.